# Daniel Breuer
Daniel Breuer (* 7. August 1977 in Teheran) ist ein deutsch-chilenischer Schriftsteller.

## Leben
Daniel Breuer wurde 1977 in Teheran geboren und wuchs in Santiago de Chile, Istanbul und Brüssel auf. Es folgte ein Studium der Islamwissenschaft, Iranistik und Philosophie in Berlin. Danach folgten mehrere Auslandsaufenthalte in Asien und Mittelamerika. Er lebt seit 2014 in Berlin. 2016 veröffentlichte er sein Werk nathanroad.rec im duotincta Verlag. 2021 bekam er ein Arbeitsstipendium für deutschsprachige Literatur von der Senatsverwaltung für Kultur und Europa. Am 21. Juni 2021 ist sein Roman Grand Mal im VHV-Verlag erschienen.

## Werke
- nathanroad.rec. duotincta Verlag, Berlin 2016, ISBN 978-3-946086-11-6.
- Grand Mal. VHV-Verlag, Berlin 2021, ISBN 978-3-948574-04-8.

## Auszeichnungen
- 2021: Arbeitsstipendium deutschsprachige Literatur der Senatsverwaltung für Kultur und Europa, Berlin 2021